# Ragnar Oratmangoen
Ragnar Anthonius Maria Oratmangoen (sinh ngày 21 tháng 1 năm 1998) là một cầu thủ bóng đá chuyên nghiệp chơi ở vị trí tiền vệ cánh hoặc tiền vệ tấn công cho câu lạc bộ Jupiler Pro League Dender. Sinh ra ở Hà Lan, anh đại diện cho đội tuyển quốc gia Indonesia.

## Sự nghiệp câu lạc bộ

### NEC
Oratmangoen bắt đầu sự nghiệp bóng đá chuyên nghiệp với NEC Nijmegen vào tháng 4 năm 2016. Vào tháng 12 năm 2017, anh chuyển đến TOP Oss theo dạng cho mượn với bản hợp đồng có hiệu lực từ tháng 1 năm 2018.

### Cambuur
Sau khi Oratmangoen bị giáng xuống đội dự bị Jong NEC do sự cạnh tranh gay gắt ở vị trí của anh trước thềm mùa giải 2019–20, anh chuyển đến SC Cambuur theo dạng chuyển nhượng tự do vào ngày 24 tháng 7 năm 2019 và ký hợp đồng kéo dài hai mùa với tùy chọn gia hạn thêm một năm. Sau đó, anh gia nhập Go Ahead Eagles vào tháng 5 năm 2021, đội bóng này đã giành vé thăng hạng lên Eredivisie.

### Groningen
Ngày 15 tháng 4 năm 2022, Oratmangoen đặt bút ký hợp đồng với câu lạc bộ Groningen, với bản hợp đồng có thời hạn 3 năm với tùy chọn gia hạn 2 năm, tính từ mùa giải 2022–23 bắt đầu.

#### Cho mượn tại Fortuna Sittard
Ngày 1 tháng 9 năm 2023, Oratmangoen chuyển đến Fortuna Sittard theo dạng cho mượn, kèm theo điều khoản mua đứt.

### Dender
Ngày 13 tháng 8 năm 2024, Oratmangoen chuyển đến câu lạc bộ Jupiler Pro League Dender với bản hợp đồng có thời hạn 2 năm. Anh có trận ra mắt Dender vào ngày 22 tháng 9 năm 2024, khi đội bóng để thua 0–4 trước Genk trong trận thua 0–4. Ngày 26 tháng 10 năm 2024, Oratmangoen ghi bàn thắng đầu tiên tại Jupiler Pro League cho Dender trong trận thua 2–5 trên sân nhà trước Mechelen.

## Sự nghiệp quốc tế
Tháng 11 năm 2023, Oratmangoen xác nhận rằng anh đã quyết định đại diện cho Indonesia ở cấp độ quốc tế. Ngày 7 tháng 3 năm 2024, Oratmangoen được triệu tập vào đội tuyển quốc gia Indonesia cho các trận đấu ở vòng loại thứ 2 World Cup 2026, gặp Việt Nam ở cả hai lượt. Ngày 26 tháng 3 năm 2024, anh ra mắt và ghi bàn thắng đầu tiên cho đội tuyển Indonesia khi họ thắng đậm 3–0 trước Việt Nam ở trên sân Mỹ Đình, qua đó giúp giành giải cầu thủ xuất sắc nhất trận đấu nhờ màn trình diễn của anh.
Ở vòng loại thứ 3 World Cup 2026, ngày 5 tháng 9 năm 2024, Oratmangoen kiến tạo cho Sandy Walsh đánh đầu ghi bàn vào lưới Ả Rập Xê Út giúp Indonesia cầm hòa 1–1. Ngày 10 tháng 10 năm 2024, anh ghi bàn thắng vào lưới Bahrain trong trận hòa 2–2 trên sân khách.

## Đời tư
Sinh ra tại Hà Lan, Oratmangoen là một người Hồi giáo có dòng dõi Indonesia thông qua từ ông bà của anh đến từ Quần đảo Tanimbar, Maluku.
Anh cũng là cháu trai của đại sứ quán Indonesia tại Trung Quốc, Djauhari Oratmangun.
Ngày 18 tháng 3 năm 2024, Oratmangoen chính thức nhận được quốc tịch Indonesia.